# Francisco Eguiguren Correa
Francisco de Borja Eguiguren Correa (Santiago, 13 de julio de 1967) es un Administrador de Empresas y político chileno del partido Renovación Nacional (RN). Fue diputado por el distrito N.° 5 de la Región de Coquimbo.

## Biografía
Hijo de Gonzalo Alfonso Eguiguren Holdgson y de María Consuelo Correa Saavedra. Está separado y tiene 6 hijos.
Realizó su Enseñanza Básica y Media en el Colegio Tabancura de Santiago. Posteriormente, Ingresa a estudiar Derecho en la Universidad Gabriela Mistral, titulándose finalmente de Administrador de Empresas, y no de Abogado.

## Trayectoria profesional
Durante 20 años se dedicó a desarrollar su profesión en el sector privado. El año 2000, se traslada a La Serena para asumir como Gerente de Hipermercado Líder.

## Carrera política
Su trayectoria política y pública, se inicia con su militancia, en 1987, en el partido Renovación Nacional (RN), junto a la creación de este.
En 2005 fue candidato a la Cámara de Diputados, en las filas del partido Unión Demócrata Independiente (UDI), en las elecciones parlamentarias del 11 de diciembre de ese año, por el Distrito 7°, consiguiendo 16 401 votos equivalentes al 18,68% de los sufragios, sin lograr ser electo.
En 2017, asume nuevamente el desafío de representar a la Región de Coquimbo en el Parlamento, esta vez postula al cargo de Diputado por el 5° Distrito, que comprende las comunas de Andacollo, Canela, Combarbalá, Coquimbo, Illapel, La Higuera, La Serena, Los Vilos, Monte Patria, Ovalle, Paihuano, Punitaqui, Río Hurtado, Salamanca y Vicuña, de la Región de Coquimbo, como militante del partido Renovación Nacional, consiguiendo 11 144, equivalente al 4,80 % de los sufragios, resultando electo.

## Historial electoral

### Elecciones parlamentarias de 2005
- Elecciones Parlamentarias de 2005 a Diputados por el distrito 7 (Andacollo, La Higuera, La Serena, Paihuano y Vicuña)[5]

### Elecciones parlamentarias de 2017
- Elecciones parlamentarias de 2017 para el Distrito 5 (Andacollo, Canela, Combarbalá, Coquimbo, Illapel, La Higuera, La Serena, Los Vilos, Monte Patria, Ovalle, Paihuano, Punitaqui, Río Hurtado, Salamanca y Vicuña)[6]

### Elecciones parlamentarias de 2021
- Elecciones parlamentarias de 2021 para el Distrito 5 (Andacollo, Canela, Combarbalá, Coquimbo, Illapel, La Higuera, La Serena, Los Vilos, Monte Patria, Ovalle, Paihuano, Punitaqui, Río Hurtado, Salamanca y Vicuña)[7]